# سليمان (البسيط)
سُليمان هي بلدة أو قرية في بلدية قلعة شقر في مقاطعة البسيط في إسبانيا.